# شون ريتشاردسون
شون ريتشاردسون (بالإنجليزية: Sean Richardson)‏ (و. 1990  م) هو لاعب كرة قدم أمريكية، من الولايات المتحدة، ولد في ليندن، يلعب كمُؤمن ‏.

## روابط خارجية
- شون ريتشاردسون على موقع مرجع كرة القدم المحترفة.كوم (الإنجليزية)
- شون ريتشاردسون على موقع كلية كرة القدم في سبورتس رفرنس.كوم (الإنجليزية)